# Communauté de communes Le Pays de Charlieu
La communauté de communes Le Pays de Charlieu est une ancienne communauté de communes française, située dans le département de la Loire en région Rhône-Alpes.

## Histoire
Depuis le 1er janvier 2013, la communauté de communes s'est intégrée à la communauté de communes Charlieu-Belmont Communauté.

## Composition
Elle était composée des communes suivantes :
| Nom                         | Code Insee | Gentilé      | Superficie (km2) | Population (dernière pop. légale) | Densité (hab./km2) |
| --------------------------- | ---------- | ------------ | ---------------- | --------------------------------- | ------------------ |
| Charlieu (siège)            | 42052      | Charliendins | 6,70             | 3 700 (2014)                      | 552                |
| La Bénisson-Dieu            | 42016      | Bayerots     | 11,12            | 427 (2014)                        | 38                 |
| Boyer                       | 42025      | Boëtrats     | 5,18             | 209 (2014)                        | 40                 |
| Briennon                    | 42026      | Briennonais  | 23,84            | 1 709 (2014)                      | 72                 |
| Chandon                     | 42048      | Chandonnais  | 12,38            | 1 416 (2014)                      | 114                |
| Jarnosse                    | 42112      | Jarnossiens  | 11,88            | 441 (2014)                        | 37                 |
| Maizilly                    | 42131      | Maizillons   | 5,12             | 339 (2014)                        | 66                 |
| Mars                        | 42141      | Moraillons   | 12,03            | 555 (2014)                        | 46                 |
| Nandax                      | 42152      | Nanderots    | 8,03             | 495 (2014)                        | 62                 |
| Pouilly-sous-Charlieu       | 42177      | Pouillerots  | 15,99            | 2 501 (2014)                      | 156                |
| Saint-Denis-de-Cabanne      | 42215      | Dionysiens   | 7,65             | 1 278 (2014)                      | 167                |
| Saint-Hilaire-sous-Charlieu | 42236      |              | 13,51            | 558 (2014)                        | 41                 |
| Saint-Nizier-sous-Charlieu  | 42267      | Nizois       | 12,83            | 1 692 (2014)                      | 132                |
| Saint-Pierre-la-Noaille     | 42273      |              | 7,21             | 377 (2014)                        | 52                 |
| Villers                     | 42333      | Villerois    | 5,73             | 578 (2014)                        | 101                |
| Vougy                       | 42338      | Vougerots    | 20,90            | 1 435 (2014)                      | 69                 |

## Sources
- Le SPLAF (Site sur la Population et les Limites Administratives de la France)
- La base ASPIC